# توافق طائف

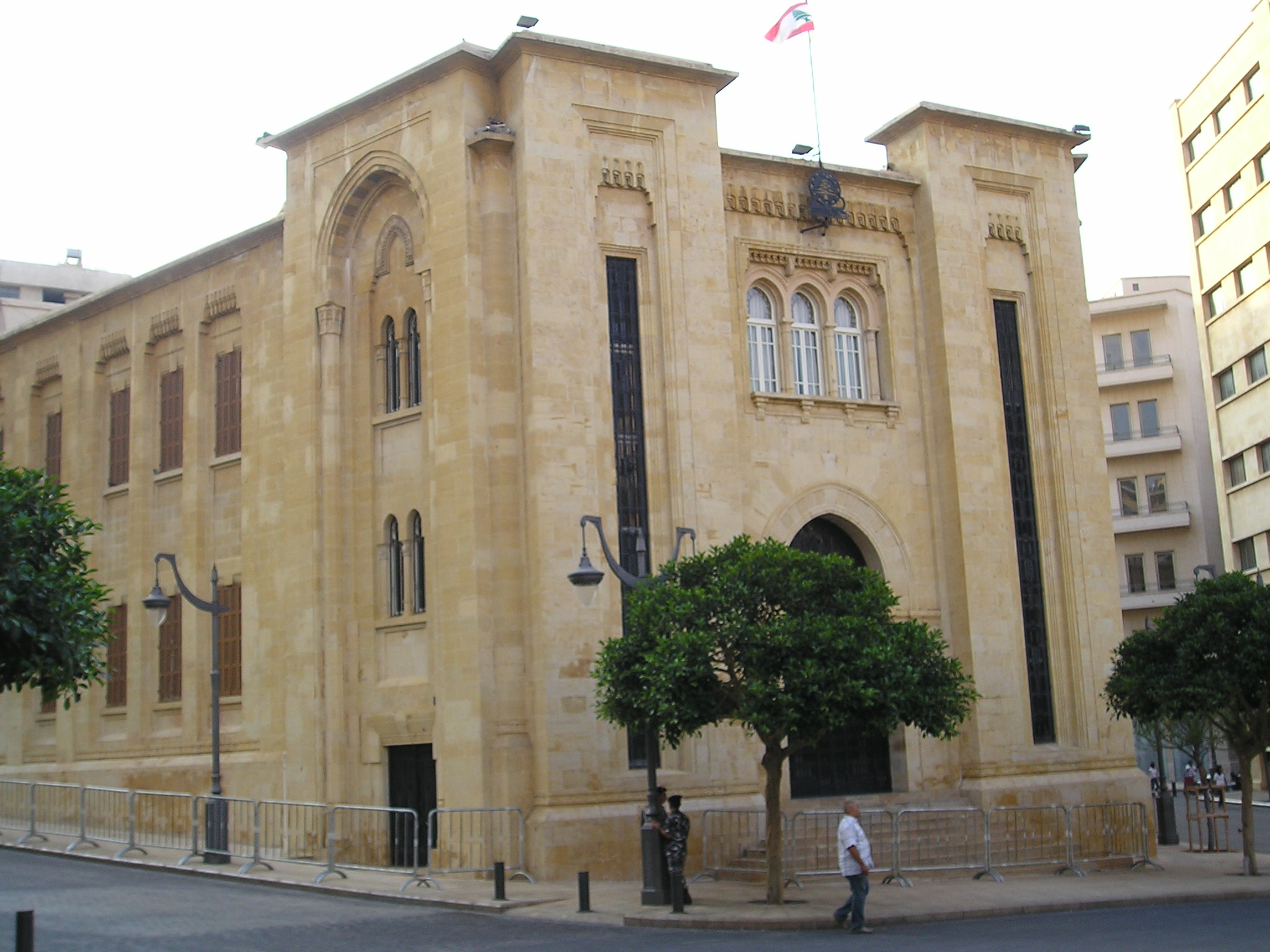
ساختمان محل مذاکره طائف لبنان

توافق طائف (به انگلیسی: Taif Agreement)، یک توافق صلح بود که برای پایان دادن به جنگ داخلی لبنان بین سوریه، اسرائیل و لبنان امضاء شد. این توافقنامه صلح که در سال ۱۹۸۹ میلادی در شهر طائف عربستان سعودی امضاء شد. 

## متن توافق
متن کامل سند وفاق ملی لبنان معروف به قرارداد طائف 
اول : اصول کلی و اصلاحات: 
۱. اصول کلی: 
الف) لبنان کشوری است، آزاد مستقل و دارای حاکمیت که سرزمین همه فرزندانش محسوب می‌شود، و در چارچوب مرز‌های بین المللی شناخته شده و تصریح شده در قانون اساسی لبنان از یکپارچگی ارضی و مردمی و نهادی برخوردار است. 
ب) لبنان دارای هویت و وابستگی عربی، و عضو بنیانگذار و عامل در اتحادیه دولت‌های عرب و متعهد به اصول آن است. همچنین عضو بنیانگذار و عامل در سازمان ملل متحد و متعهد به منشور آن، و عضو جنبش غیر متعهدهاست. دولت لبنان این اصول را در همه سطوح و زمینه‌ها، و بدون هیچ استثنایی، در نظر می‌گیرد. 
ج) لبنان کشوری است با رژیم جمهوری دموکراتیک پارلمانی که بر اساس آزادی‌های عمومی و در طلیعه آن آزادی عقیده و مرام، بر اساس عدالت اجتماعی و برابری در حقوق و وظایف همۀ مردم،بدون هیچ تمایز و تبعیضی، استوار است.
د) ملت منشأ قدرت و دارای حاکمیت است که آن را از راه نهاد‌های قانونی اعمال می‌کند. 
هـ) نظام [کشور] بر اساس تفکیک قوا و توازن و همکاری میان آنها استوار است.
و ) نظام اقتصادی کشور آزاد و متکفل ابتکارات فردی و مالکیت خصوصی است.
ز) رشد فرهنگی و اجتماعی و اقتصادی متوازن میان مناطق کشور رکن اساسی یکپارچگی کشور و ثبات نظام است. 
ح) این کشور برای تحقق عدالت فراگیر اجتماعی از راه اصلاحات مالی و اقتصادی و اجتماعی تلاش می‌کند. 
ط ) خاك لبنان سرزمینی یکپارچه برای همه لبنانیهاست. هر لبنانی در سایه حاکمیت قانون حق اقامت در هر بخشی از سرزمین لبنان را دارد. مردم بر اساس هیچگونه وابستگی دسته بندی نمی‌شوند. تجزیه و تقسیم کشور و اسکان دائمی [فلسطینیان] مردود است.
ی) قدرت‌های ناقض منشور همزیستی مشترك، مشروعیت ندارند. 
۲ اصلاحات سیاسی:
الف) مجلس نمایندگان: 
مجلس نمایندگان،قوه مقننه است که بر سیاست و اعمال دولت به صورت همه جانبه نظارت می‌کند. 
۱. رئيس مجلس و نایب وی برای هر دوره مجلس برگزیده می‌شوند. 
۲. مجلس فقط یکبار پس از گذشت دو سال از انتخاب رئیس و نایب رئیس آن و در نخستین جلسه، با درخواست کتبی حداقل ده نفر از نمایندگان،حق دادن رأی عدم اعتماد به رئیس و نایب رئیس خود را با اکثریت دو سوم اعضا دارد. در چنین حالتی، مجلس باید فوراً برای پر کردن سمت‌‌های خالی تشکیل جلسه دهد.
۳. هر لایحه با قید فوریت که هیأت وزیران آن را به مجلس نمایندگان تقدیم می‌کند تنها پس از درج در دستور کار جلسه عمومی مجلس و قرائت آن و گذشت مهلت تصریح شده در قانون اساسی و پس از موافقت هیأت دولت امکان تصویب بدون شورا را می‌یابد.
۴. هر استان یک حوزه انتخاباتی است. 
۵. تا زمانی که مجلس نمایندگان قانون انتخابات غیر طایفه ای را تصویب نکرده است، کرسی‌‌های نمایندگی بر این اساس تقسیم می‌شود: 
الف) به صورت مساوی میان مسیحیان و مسلمانان. 
ب) به صورت نسبی میان فرقه‌‌های هر یک از دو دسته فوق الذکر. 
ج) به صورت نسبی میان مناطق کشور.  
6. تعداد اعضای مجلس نمایندگان، براساس تساوی میان مسیحیان و مسلمانان،به ۱۰۸ نفر افزایش می‌یابد. دولت آشتی ملی آینده، تنها برای یکبار و به صورت استثنایی، افرادی را برای تصدی کرسی‌‌هایی که بر اساس این سند ایجاد میشود و یا کرسی‌هایی که قبل از اعلان این سند خالی شده،منصوب می‌کند. 
۷. پس از نخستین انتخاب مجلس نمایندگان بر پایه اصول ملی و نه طایفه ای، مجلس سنا ایجاد می‌شود که همه فرقه‌های مذهبی در آن نماینده دارند، و تنها در مورد مسائل سرنوشت ساز تصمیم می‌گیرد. 
ب) رئیس جمهوری 
رئیس جمهوری رئیس کشور و نماد وحدت ملی است که وظیفه‌اش نظارت بر اجرای قانون اساسی و حفظ استقلال و یکپارچگی و تمامیت ارضی لبنان، براساس مفاد قانون اساسی است. وی فرمانده کل نیرو‌های مسلح است که زیر نظر هیأت وزیران قرار دارند. رئيس جمهوری از این اختیارات برخوردار است: 
1. ریاست هیأت وزیران به صورت دلخواه و بدون حق رأی. 
۲ ریاست شورای عالی دفاع.
3. صدور فرامین و درخواست برای انتشار آن. وی حق دارد حداکثر ظرف مدت ۱۵ روز از هیأت وزیران بخواهد که در مصوبات خود تجدید نظر کنند. این مصوبات برای امضای نهایی به رئیس جمهوری تقدیم می‌شود. اگر هیأت وزیران بر مصوبه خود اصرار ورزد یا با انقضای مهلت یاد شده فرمانی صادر نشود و یا این فرمان اعاده شود، فرمان یاد شده يا مصوبه هيأت وزيران لازم الاجراست. 
۴. حق صدور قوانین در چارچوب مهلت تعیین شده در قانون اساسی و درخواست برای انتشار آنها،بعد از تصویب در مجلس نمایندگان. پس از اطلاع هیأت وزیران، رئیس جمهوری می‌تواند در چارچوب مهلت تعیین شده قانونی خواهان تجدید نظر در قوانین شود. در صورت انقضای این مهلت و عدم صدور یا اعاده قوانین،آنها لازم الاجرا شمرده می‌شوند. 
۵. ارسال لوایح قانونی،که هیأت وزیران به وی تقدیم می‌کند،به مجلس نمایندگان 
۶. تعیین نخست وزیر با مشورت رئیس مجلس نمایندگان بر اساس مشورت الزامی رئیس مجلس با نمایندگان و آگاه کردن رئیس جمهوری از نتایج مشورت‌ها.  
7. صدور فرمان نخست وزیری به صورت انفرادی. 
8. صدور فرمان تشکیل دولت با توافق نخست وزیر. 
۹. صدور فرمان قبول استعفای دولت یا استعفای وزیران یا برکناری آنان. 
۱۰. پذیرش استوارنامه سفیران و اعطای نشان دولتی. 
۱۱. سرپرستی مذاکرات مربوطه به عقد پیمان‌های بین المللی و امضای آنها با توافق نخست وزیر این پیمان‌ها تنها پس از موافقت هیأت وزیران صورت اجرایی به خود می‌گیرد. دولت،در صورتی که اعلام این پیمانها را برای حفظ مصالح و امنیت کشور لازم بداند این پیمانها را به اطلاع مجلس نمایندگان میرساند؛ اما پیمان‌هایی که به شرایط مالی کشور مربوط می‌شود و یا قرارداد‌های تجاری و سایر قرارداد‌هایی که نسخ سال به سال آن امکان ندارد تنها پس از موافقت مجلس نمایندگان به تصویب رئیس جمهوری می‌رسد.
۱۲. ارسال نامه به مجلس نمایندگان در صورت ضرورت. 
۱۳. دعوت از مجلس نمایندگان با توافق نخست وزیر برای تشکیل جلسه فوق العاده. 
۱۴. حق ارائه هر امر فوق العاده ای خارج از دستور کار به هیأت وزیران. 
۱۵. حق درخواست تشکیل جلسه فوق العاده دولت با توافق نخست وزیر و در صورت ضرورت. 
۱۶. صدور فرمان عفو خاص. 
۱۷. رئیس جمهوری حین انجام وظیفه تحت پیگیرد قرار نمی گیرد، مگر اینکه قانون اساسی را نقض کند و یا مرتکب خیانت به کشور شود.
ج) نخست وزیر
رئیس هیأت وزیران نخست وزیر و نماینده و سخنگوی دولت و مسئول اجرای سیاست‌های کلی مصوبه هیأت وزیران است که از این اختیارات برخوردار است 
1. ریاست هیأت وزیران. 
2. مشورت‌های پارلمانی برای تشکیل دولت و امضای فرمان ریاست جمهوری مبنی بر تشکیل دولت. 
دولت باید ظرف مدت ۳۰ روز برنامه خود را برای کسب اعتماد به مجلس نمایندگان تقدیم کند. دولت قبل از کسب رأی اعتماد یا بعد از استعفای خود یا مستعفی شناخته شدن تنها در محدوده کوچکی به وظایف خود عمل می‌کند. 
3. ارائه سیاست‌های کلی دولت به مجلس نمایندگان  
۴. امضای همۀ فرامین، مگر فرمان معرفی نخست وزیر و فرمان پذیرش استعفای دولت یا فرمان مستعفی شناخته شدن دولت. 
۵. امضای فرمان درخواست برگزاری جلسه فوق العاده و امضای فرامین صدور قوانین و درخواست برای تجدید نظر در آنها. 
۶. درخواست برای برگزاری جلسه هیأت وزیران و تعیین دستور کار آن،و دادن اطلاع قبلی به رئیس جمهوری درباره مسائل مورد بحث یا مسائل فوق العاده، و امضای صورت جلسه هیأت دولت. 
7. پیگیری اقدامات اداره‌ها و نهاد‌های دولتی و ایجاد هماهنگی میان وزیران، و ارائه رویکرد کلی برای تضمین گردش درست امور. 
8. تشکیل جلسه با طرف‌های متخصص در دولت با حضور وزیر مربوط. 
۹. معاونت رئیس شورای عالی دفاع. 
د) هیأت وزیران 
قوۀ اجرائیه به هیأت وزیران واگذار می‌شود که از این اختیارات برخوردار است:
۱. تعیین سیاست‌های کلی دولت در همه زمینه ها، تعیین لوایح قانونی و فرامین،تصویب اقدامات لازم برای اجرای آن. 
۲. نظارت بر اجرای قوانین و آیین نامه ها و اشراف بر عملکرد همه نهادها و اداره ‌های دولتی و نظامی و امنیتی. 
۳. نیرو‌های مسلح تحت اختیار هیأت وزیران قرار دارند. 
۴. تعیین کارمندان دولت یا برکناری آنان و پذیرش استعفای آنان بر طبق قانون.
۵. اگر مجلس نمایندگان پس از دوبار درخواست پی در پی از تشکیل جلسه عادی یا فوق العاده امتناع ورزد و یا همه برنامه بودجه را به قصد ایجاد مانع در کار دولت رد کند،هیأت وزیران بنا به درخواست رئیس جمهوری حق انحلال مجلس را دارد. در صورت تکرار مجدد این شرایط، هیأت وزیران حق استفاده دوباره از این اختیار را ندارد.
۶. رئیس جمهوری به هنگام شرکت در هیأت وزیران ریاست آن را بر عهده دارد. هیأت وزیران به صورت دوره ای در مقری خاص تشکیل جلسه می‌دهد و حد نصاب قانونی برای تشکیل جلسه آن حضور اکثریت دو سوم اعضاست ؛ و مصوبات خود را به صورت توافق میان اعضا اتخاذ می‌کند، مگر با رأی گیری در صورت ضرورت. مصوبات با اکثریت حاضران اتخاذ میشود. مسائل اساسی نیاز به موافقت دو سوم اعضای هیأت وزیران دارد. این مسائل عبارت است از حکومت نظامی و لغو آن،جنگ و صلح ؛ بسیج عمومی قراردادها و پیمان‌های بین المللی، بودجه عمومی دولت، طرح‌های گسترده و بلندمدت توسعه،تعیین کارمندان درجه یک یا معادل آن، تجدید نظر در تقسیمات اداری،انحلال مجلس نمایندگان، قانون انتخابات، قانون تابعیت، قوانین احوال شخصيه، برکناری وزیران. 
هـ) وزير 
اختیارات هر وزیر بر اساس سیاست کلی دولت و اصل مسئولیت جمعی تعیین می‌شود. وی تنها به تصمیم هیات وزیران یا با رأی عدم اعتماد مجلس نمایندگان برکنار می‌شود. 
و) استعفای دولت و مستعفی شناخته شدن آن و برکناری وزیران. 
۱. دولت در شرایط ذیل مستعفی شناخته می‌شود : 
الف) استعفای نخست وزیر.
ب) از دست دادن اکثریت دو سوم اعضای مشخص شده در فرمان تشکیل دولت. 
ج) فوت نخست وزیر. 
د) آغاز دوره ریاست جمهوری. 
هـ) آغاز دوره مجلس نمایندگان. 
و) رأی عدم اعتماد مجلس نمایندگان به درخواست مجلس یا به ابتکار دولت برای کسب رأی اعتماد. 
۲. برکناری هر وزیر با فرمان رئیس جمهوری و نخست وزیر پس از موافقت دو سوم  اعضای دولت صورت می‌گیرد علوم انسانی.
3. در صورت استعفای دولت یا مستعفی شناخته شدن آن،مجلس نمایندگان تا تشکیل دولت جدید و کسب رأی اعتماد امور مملکتی را برعهده می‌گیرد. 